# منطقة هوشانجباد
هوشانجباد رمزها «HO» (بالإنجليزية: Hoshangabad)‏ ، هو تقسيم إداري لدولة الهند تتبع ولاية مدية برديش (بالإنجليزية: Madhya  Pradesh)‏ ، مركزها هو مدينة هوشانجباد (بالإنجليزية: Hoshangabad)‏ عدد سكانها حسب تعداد سنة 2001 هو 1,085,011 ، مساحتها 6,698 كم² وكثافة السكان 162 لكل كم² .